# Pleurostylia serrulata
Espèce
Statut de conservation UICN

 VU B2ab(iii) : Vulnérable
Pleurostylia serrulata Loes. est une espèce de plantes de la famille des Celastraceae et du genre Pleurostylia, endémique du Cameroun.

## Description
C'est un arbuste de 6 à 8 m de hauteur, présent dans les forêts de moyenne altitude.

## Distribution
Endémique du Cameroun, l'espèce a été observée dans la région du Littoral (Douala, Édéa) ; dans la région du Centre (Yaoundé, Bafia) ; dans la région de l'Est (au nord-nord-est de Moloundou) ; au Sud, dans le massif de Nyolé ; au Nord-Ouest à Banda.
Elle a été classée vulnérable à cause de la déforestation, des feux de brousse, des cultures, de la faible occupation de l'espace.